# Erdélyi Enciklopédia
Erdélyi Enciklopédia fiatal realista írók 1938-ban indított könyvkiadói vállalkozása Kolozsvárt. A már 1932-ben az Új arcvonal, 1937-ben az Új erdélyi antológia körül fellépő, majd Bözödi György Székely bánja című  munkájának közös kiadására összeálló írói csoportosulás a vásárhelyi találkozó társadalmi, nemzetiségi és antifasiszta céljait, a népélet valóságának feltárását tűzte zászlajára. Minthogy ilyen törekvésű írásaiknak az Erdélyi Szépmíves Céhnél való publikálására nem számíthattak – ezt számos előzmény után Bözödi könyvének elutasítása is igazolta –, önálló, független könyvkiadó alapítására vállalkoztak. A vállalkozás szövetkezeti formát keresett, s előkészítő bizottságában Balogh Edgár, Kovács Katona Jenő, Szemlér Ferenc és Szenczei László vett részt.
A terjesztés sikere érdekében kibocsátott felhívás Apáczai Csere János 1655-ös Magyar Encyclopaediájára hivatkozva észszerűséget és tárgyilagosságot hirdetett a romániai magyarság társadalmi kérdéseinek megítélésében. A kívánt jogi keretet ugyan nem sikerült megszerezni, az id. Jordáky Lajos kolozsvári Graphica-nyomdájával kötött személyi megegyezések segítségével azonban 8 kötet kiadása megvalósult. Az első sorozat 6 kötete Balogh Edgár Íratlan történelem, Szemlér Ferenc Más csillagon, Nagy István Külváros, Szenczei László Korom és korona (I-II.) és Vámszer Géza Szakadát című munkájából állott. A második sorozat a Köves Miklós írói álnéven jelentkező Kahána Mózes székely faluregényével (Hat nap és a hetedik) indult, de Nagy István Oltyánok unokái című regényének kiadásával 1941-ben csonkán le is zárult. A bécsi döntéssel előállott megosztottság folytán az új nemzedék fellépése elakadt, s bár Móricz Zsigmond lapja, a budapesti Kelet Népe kiállt még mellette, a csoportosulás fő kérdései, így a falusi és külvárosi szegénység bemutatása s a román néppel való együttélés a második világháború szakaszában nem jutnak többé feldolgozáshoz.
Az Erdélyi Enciklopédia kiadói tervében meghirdetett s már meg nem jelent munkák közt szerepel Kovács Katona Jenő szilágysági szociográfiája, Liviu Rebreanu Răscoala című regényének fordítása Szemlér Ferenc tollából s egy „erdélyi breviárium” a román és magyar tömegek együttélésének haladó hagyományairól.

## További irodalom
- Méliusz József: Erdélyi Enciklopédia. Korunk 1939/3.
- Balogh Edgár: Erdélyi realista írók. Kelet Népe, Bp. 1941/8; újraközölve Apáczai Csere János követői c. alatt. Hármas kis tükör, Bp. 1945. 213-16.
- Balogh Edgár: Szolgálatban. 1978. 95-100.
- Demeter János: Haladó magyar nyelvű könyvkiadásunk történetéből. Utunk 1956/31.
- Kozma Dezső: Haladó könyvkiadásunk múltjából. NyIrK 1963/2.
- Szemlér Ferenc: Út az Enciklopédiához. Korunk 1971/3; újraközölve Személyes ügy. Vallomások, emlékek. 1975. 58-79.